# Dezydery Leszczyński
Dezydery Leszczyński herbu Belina – poseł województwa inowrocławskiego na Sejm Czteroletni w 1788 roku, marszałek województwa brzeskokujawskiego i inowrocławskiego w konfederacji targowickiej, starosta grabowiecki.
Figurował na liście posłów i senatorów posła rosyjskiego Jakowa Bułhakowa w 1792 roku, która zawierała zestawienie osób, na które Rosjanie mogą liczyć przy rekonfederacji i obaleniu dzieła 3 maja. Z ramienia konfederacji targowickiej wybrany w 1793 roku członkiem Komisji Skarbowej Koronnej. 